# 于志寧
于 志寧（う しねい、開皇8年（588年） - 麟徳2年11月22日（666年1月3日））は、中国の唐の政治家。字は仲謐。本貫は雍州高陵県。秦王府十八学士のひとりに挙げられた。

## 経歴
隋の内史舎人の于宣道の子として生まれた。大業末年、于志寧は冠氏県長に任ぜられたが、山東で叛乱が群発したので、官職を捨てて帰郷した。大業13年（617年）、唐国公李淵が起兵して関中に入ると、于志寧は李淵を長春宮に迎え、銀青光禄大夫に任ぜられた。秦王李世民の下で渭北道行軍元帥府記室に任ぜられた。薛仁杲が平定されると、捕虜の中にあった褚亮を解放した。天策府中郎・文学館学士に転じた。
貞観3年（629年）、中書侍郎となった。のちに散騎常侍・太子左庶子を加えられ、黎陽県公に封ぜられた。
唐の七廟を立てる議論が起こったとき、群臣は涼の武昭王李暠を始祖とするよう請願したが、于志寧はひとり異議を唱えた。また太宗李世民が功臣の子孫に刺史職を世襲させようとしたときも、于志寧は反対した。太宗はいずれも于志寧の意見に従った。貞観14年（640年）、太子詹事を兼ねた。皇太子李承乾の教導にあたり、たびたび諫めたが聞き入れられなかった。貞観17年（643年）、李承乾が廃されると、東宮官はみな罪をえたが、ひとり于志寧のみ慰労された。晋王李治が皇太子となると、再び太子左庶子に任ぜられ、まもなく侍中に転じた。永徽元年（650年）、光禄大夫の位を加えられ、燕国公に進封された。永徽2年（651年）、国史の監修にあたった。
李弘泰が太尉の長孫無忌の謀反を誣告したとき、高宗李治は李弘泰を即時斬刑に処そうとしたが、于志寧は「春の少陽の時期で刑罰を執行するのはよろしくありません。秋分まで待ってください」といい、高宗もこれに従った。衡山公主が長孫詮に降嫁しようとしたとき、于志寧が「母親の喪が明けないうちに結婚するのは礼を失しています」と言ったので、服喪が明けるのを待って結婚することになった。
于志寧は尚書左僕射・同中書門下三品に任ぜられて、宰相に列した。永徽3年（652年）、太子少師を兼ねた。永徽4年（653年）、馮翊に隕石が18個落ちたとき、高宗が何のしるしか訊ねたところ、于志寧は「損害がなかったということは福であるということです」と答えた。顕慶元年（656年）、太子太傅に転じた。
顕慶4年（659年）、太子太師・同中書門下三品となった。王皇后の廃位と武則天の立后について、長孫無忌と褚遂良は強く反対したが、于志寧は中立を守って何も言わなかった。長孫無忌が流刑後更に謀反の容疑で弾劾され自殺に追い込まれた後、連座して免職され、まもなく栄州刺史に左遷され、麟徳元年（664年）、華州刺史に転じた。
麟徳2年11月庚寅（666年1月3日）、享年78歳で死去。幽州都督の位を贈られ、諡を定といった。上元3年（676年）、左光禄大夫・太子太師の位を追贈された。
李勣との共著として『本草并図』54篇があった。

## 伝記資料
- 『旧唐書』巻78 列伝第28「于志寧伝」
- 『新唐書』巻104 列伝第29「于志寧伝」